# Dunira sarconia
Dunira sarconia är en fjärilsart som beskrevs av George Francis Hampson 1926. Dunira sarconia ingår i släktet Dunira och familjen nattflyn. Inga underarter finns listade i Catalogue of Life.